# Nandopsis haitiensis
Nandopsis haitiensis är en fiskart som först beskrevs av Tee-van, 1935.  Nandopsis haitiensis ingår i släktet Nandopsis och familjen Cichlidae. Inga underarter finns listade i Catalogue of Life.